# Parada de Muchavista (TRAM Alicante)
Muchavista es una parada del TRAM Metropolitano de Alicante donde presta servicio la línea 3. Está situada en el municipio de Campello, enfrente de la playa de Muchavista.

## Localización y características
Se encuentra ubicada en la avenida Jaime I el Conquistador, desde donde se accede, a la altura del cruce con la calle Barcelona. En esta parada se detienen los tranvías de la línea 3. Dispone de dos andenes y dos vías.

## Líneas y conexiones
| << Cabecera | < Estación  | Línea | Estación >  | Cabecera >> |
| ----------- | ----------- | ----- | ----------- | ----------- |
| Luceros     | Carrabiners |       | Les Llances | Campello    |

Enlace con la línea de bus interurbano TAM (Alcoyana): Línea 21, Alicante-Playa San Juan-Campello.